# ディズニー・チャンネル
ディズニー・チャンネル（英語: Disney Channel）は、ウォルト・ディズニー・カンパニー傘下のディズニー・エンターテインメント（ディズニー・ブランデッド・テレビジョン）が運営しているテレビのエンターテインメント専門チャンネルである。
ディズニーが制作しているアニメーションを中心に、同社が発表している映画やテレビドラマなどを放送している。
「ディズニーチャンネル」あるいは「ディズニーch」とも表記される。

## 概要

ディズニー・チャンネルの放送地域。灰色は対象外。他の色は国や地域別

1983年にアメリカで放送を開始したのが始まりである。1990年代に入るとイギリスなど他国でも放送を開始し、2000年代初頭には60以上の国・地域で視聴できる世界的なチャンネルとなった。
日本では、国内のディズニーの事業を統括するウォルト・ディズニー・ジャパン株式会社の放送事業部門であるウォルト・ディズニー・テレビジョン・インターナショナル ジャパンにより運営が行われており、2003年11月18日から放送を開始している。日本で初めて放送された番組は『蒸気船ウィリー』で、開局セレモニーの司会は森公美子が担当した。開局当日には、開局を祝うカウントダウンイベントが開催された。
2004年7月8日、ひかりTVの前身の一つであるVODサービス「4th MEDIAサービス」において「ディズニー・チャンネル」の提供を開始した。
開局からちょうど1年後の2004年11月18日には、スカイパーフェクTV!110（後のスカパー!e2、現在のスカパー!）Ch.163でも放送を開始した（TBS系の東経110度CS放送事業者・C-TBSへの番組供給という形を取る）。
2005年8月31日、スカイパーフェクTV!110でのチャンネル番号をCh.163からCh.304に変更。
2005年12月1日にはスカパー!プレミアムサービスにおいて2番目のチャンネル「トゥーン・ディズニー」を開局したが、2009年（アメリカでは2月13日、日本では8月1日）に男児向けの番組編成に特化した「ディズニーXD」にリニューアルしている。
2005年12月22日、ひかりTVの前身の一つであるVODサービス「オンデマンドTV」において「ディズニー・チャンネル」の提供を開始した。
日本では2008年11月18日に開局5周年を迎え、記念の特別番組も放送された。
2008年12月1日、放送番組をパソコンや携帯電話で視聴できる「ディズニー・チャンネル@PLAY」の提供を開始した。
2010年9月30日に開設されたディズニー作品を無料配信するサイト「ディズニー動画」では、番組の認知向上や加入促進を目的に一部の番組のフルエピソードが配信されていた。
2010年11月18日、「J:COM TV My style」のVOD見放題パックメニューに『ディズニー・チャンネル オンデマンド』の提供を開始した。その後2015年6月1日に、J:COMオンデマンド見放題パックに『ディズニー・チャンネル オンデマンド』の名称を『ディズニー・チャンネル』に変更した。
2010年12月1日、スカパー!HDにおいてハイビジョン放送「ディズニー・チャンネル HD」を開始した。
2011年4月1日、スカパー!光、ひかりTVにおいてハイビジョン放送「ディズニー・チャンネル HD」を開始した。
2012年3月1日、スカパー!e2での放送はC-TBSによる東経110度CS放送から直系の新規放送事業者・ブロードキャスト・サテライト・ディズニー（BSディズニー）によるBSデジタル放送へ移行し、16:9（1.78:1）のワイド放送、字幕放送に対応した。BSディズニーとしては17日に放送開始した同社直営のDlifeに付随するサブサービスであったが、2020年3月31日のDlife放送終了後はディズニー・チャンネル単営になったことで自動的にBSディズニーのメインサービスに昇格した。
2013年11月18日、開局10周年を迎え、その日から10週連続の特別編成「ディズニー・チャンネル　魔法の10週間」という特別企画が行われた。「魔法の10週間」の最終土曜日である2014年1月25日には、その日限定の「メイド・フォー・ミー！みんなで作る魔法のフィナーレ」と称する特別枠が設けられ、午前10時から午後9時までの時間帯で以下の番組が（視聴者の事前投票の結果により）放送された。
午前10時～午前11時：ミッキーマウス クラブハウス（ディズニージュニア部門第1位）
午前11時～正午：おさるのジョージ（ディズニージュニア部門第2位）
正午～午後1時：ちいさなプリンセス ソフィア（ディズニージュニア部門第3位）
午後1時～午後2時：フィニアスとファーブ（アニメーション部門第1位）
午後2時～午後3時：スイチュー! フレンズ（アニメーション部門第2位）
午後3時～午後4時：怪奇ゾーン グラビティフォールズ（アニメーション部門第3位）
午後4時～午後5時：ブログ犬 スタン（ドラマ部門第1位）
午後5時～午後6時：ウェイバリー通りのウィザードたち（ドラマ部門第2位）
午後6時～午後7時：オースティン&アリー（ドラマ部門第3位）
午後7時～午後9時：フィニアスとファーブ/ザ・ムービー（映画部門）
『WATCH ディズニー・チャンネル』は、2014年9月1日に開始され、その後2015年3月1日に、日本初となるブランドロゴのメジャーチェンジがなされ、アメリカ、ドイツなどと統一されたものとなった。2021年1月29日にサービスを終了した。
2016年1月1日より、チャンネル名称を「ディズニー・チャンネル ディズニー映画・アニメ」に変更。
2016年10月1日、VODサービス「ゲオチャンネル」において「ディズニー・チャンネル・オンデマンド」の配信を開始した。
2016年11月1日より、J:COMオンデマンドによる『ディズニー・チャンネル HD』は、J:COM TV スタンダードプラス/スタンダード加入者向けに追加料金なしで視聴出来る「チャンネル！オンデマンド」の提供を開始した。
2016年12月1日より、スカパー!プレミアムサービスの衛星一般放送事業者がスカパー・ブロードキャスティングからスカパー・エンターテイメントに変更。
2017年5月16日、Amazonプライム・ビデオにおいて「ディズニー・チャンネル オンデマンド」の配信を開始した。
2018年5月22日、同年12月の4K8K本放送開始に伴うBSチャンネル再編により、BS放送における物理チャンネルをBS-7chからBS-3chに移動。
2018年10月1日より、チャンネル名称が「ディズニー・チャンネル」に戻った。
2018年10月から12月には、開局15周年を記念し3ヶ月連続の特別編成「ディズニーチャンネル15周年スペシャル」が放送された。記念企画として写真を募集する「いいね！みんなのベストフォト」が行われたほか、ディズニーチャンネルで放送されているドラマのキャストやアニメーションのクリエイターからの「ありがとうメッセージ」、「ディズニーチャンネル15周年テーマソング」のミュージックビデオの放送が行われた。特別編成内では、以下の特集での放送が行われた。
- 10月 - 「プリンセス特集」「ベイマックス特集」
- 11月 - 「ハッピーバースデー！ミッキーマウス」
- 12月 - 「ディズニー/ピクサー特集」「ディセンダント特集」

2019年にブランドロゴのメジャーチェンジが行われ、2019年にメジャーチェンジしたアメリカなどと同じものとなった。また、ディズニーデラックスの提供開始に伴い、Amazonプライム・ビデオにおける「ディズニー・チャンネル オンデマンド」の配信が終了した。
2019年9月9日、総務省はBSディズニーに対して、現行6スロットの返上を前提にBS放送HDTV用の12スロットを割り当てると発表した。
2021年1月31日に「ディズニーXD」が閉局したことに伴い、それまで同局で放送されていたオリジナル作品やスター・ウォーズシリーズ、マーベル・コミック関連作品などは翌2月1日よりディズニー・チャンネルに移管された。
2021年6月1日、新しい放送事業者が開局することに伴うBSチャンネル再編により、BS放送における物理チャンネルをBS-3chからBS-23chに移動すると同時にハイビジョン化。
2023年3月31日、他のディズニー系3チャンネルと共にひかりTVでの配信を終了することを同年2月27日にNTTドコモから発表された。
2023年5月より、ディズニー創立100周年を記念し、6ヶ月連続の特別編成「ディズニー100 特別編成」として放送が行われた。特別編成では、月ごとに以下の映画を放送した。
- 5月 - 『白雪姫』[31]
- 6月 - 『リロ＆スティッチ』[32]
- 7月 - 『塔の上のラプンツェル』[33]
- 8月 - 『トイ・ストーリー』[34]
- 9月 - 『トイ・ストーリー4』[35]
- 10月　- 『ホーンテッドマンション』・『モンスターズ・インク』

2023年11月より、開局20周年を記念し、6ヶ月連続の特別編成「ディズニー・チャンネル20周年スペシャル！」として放送が行われた。特別編成では、月ごとに以下のテーマでのエピソードを放送した。
- 11月 - 「ミュージック・サタデー」
- 12月 - 「アドベンチャー・サタデー」
- 1月 - 「コメディ・サタデー」
- 2月 - 「マジカル・サタデー」
- 3月 - 「ヒーロー・サタデー」
- 4月 - 「みんなスター・サタデー」

また、開局20周年イベントとして「マジカル・ワールド・オブ・ディズニー・チャンネル」が東京、名古屋、大阪、金沢で、「ディズニー・チャンネル 20周年 特別展示」がディズニーフラッグシップ東京で開催されたほか、音楽ストリーミングサービスにおける20周年テーマ曲の配信や特別映像の公開が行われた。
2025年3月1日より、番組内の左下に表示されているチャンネルロゴのウォーターマークがさらに下に変更された。
2025年3月2日より、「ディズニー・チャンネル ムービー・ウィークエンド」のコーナーが設定された。主にディズニー映画、本国のディズニー・チャンネルで制作されたテレビ映画（ディズニー・オリジナル・ムービー）、他社の映画を放送する。なおコーナー内のブランドイメージは2025年のアメリカでブランドリニューアルされた物と同じものを採用している。
2025年4月7日より、「ディズニー・チャンネル 日本アニメ」のコーナーが設定された。

### 日本での放送開始の背景
このチャンネルが開局する前は、ディズニーのテレビ番組の放送は系列局の少ないテレビ東京系列などが視聴できる地域（『ディズニータイム』ほか）や、パーフェクTV!（当時）やケーブルテレビなどを通じた有料の衛星放送局・WOWOWなどでないとなかなか視聴できる機会がなかった関係で、海外における当チャンネルの存在を知るディズニーファンを中心に、開局を待ち望む声も多かった。
衛星放送事業者各社やケーブルテレビ事業者からも加入者の増加を後押しするためのキラーコンテンツとして、その動向が注目されていた。しかし日本では放送法により外国企業の放送事業参入が制限されていたことや、ディズニー側は「日本の市場価値は高いが、有料放送市場が未発達で収益が期待できない」と判断し放送開始を見送っていた。
その後の放送法の規制緩和により、ディズニーは外国企業の放送事業参入を許した電気通信役務利用放送法に基づく放送事業者としてスカイパーフェクTV!（当時）や大手ケーブルテレビ局で放送を行うと開局計画を2003年4月に発表し、同年11月18日に放送を開始した。この年はアメリカのディズニー・チャンネルの開局と東京ディズニーランドの開園20周年に当たり、11月18日はディズニーの看板キャラクター・ミッキーマウスの誕生日でもある。
開局の前から電車などの公共交通機関で広告を掲載したり、スカパー!やケーブルテレビ各局へ向けたプロモーション番組『ディズニー・トゥーンタイム』の配給など、様々な媒体を通じて積極的な広告活動を行ったことも功を奏し日本国内での視聴世帯は2004年1月時点で200万世帯を突破した。ただし視聴者は主に別料金のかからないことが多いケーブルテレビ局の契約世帯が中心で、当初パック料金に含まれていなかったスカパー!での契約数はおよそ10万世帯に留まっていた（その後、2004年10月よりパック料金の対象となった）。

### 放送形態
日本独自のオリジナル番組を除き、全て日本語による吹き替え音声版とオリジナルの英語音声版の2か国語放送となっている。スカパー!やスカパー!プレミアムサービス、デジタル送信のケーブルテレビでは「ステレオ2か国語放送」という形態が取られており、どちらの言語でも臨場感のあるステレオ音声で視聴出来る。
番組本編中には画面左下にチャンネルロゴが常時表示されている。ロゴは他の専門チャンネルに比べると大きく目立ちやすい上に、ほとんどの番組で特別編成やディズニー作品の関連商品（セルDVDなど）の発売情報などのテロップの表示やナレーションも行われる。
2007年10月1日から2014年10月31日まではバンパーやタイトルテロップが一新され、番組中に次の番組の紹介テロップが表示されるようになった。また、エンドロールの前後では映像を押し上げて、画面下部に次の番組の紹介文が表示される。
2014年11月1日から2019年3月30日まではバンパーやタイトルテロップが一新され、番組中に次の番組紹介テロップが表示されるようになった。また、エンドロールが小窓で高速再生された（マジカル・ワールド・オブ・ディズニーのみ）。
番組放送中のCM前には「まだまだ続くよ、（番組名）。ディズニー・チャンネル」、CM明けには「またまた始まるよ、（番組名）。ディズニー・チャンネル」というアナウンスと共にアイキャッチが挿入される。過去のアイキャッチには番組内の主要登場人物のビジュアルとチャンネルロゴが登場していたが、2019年のリニューアル後は『アウルハウス』などの一部の番組を除きビジュアルは省略され文字とチャンネルロゴで構成されたアイキャッチとなっている。また地上波など他局よりもCM枠が長い傾向にある。
なお、番組の間には数分のショートアニメや放送されている作品のPVやミニ番組が放送される（番組表には掲載されない）。
過去には、時々月単位で、兄弟チャンネルであるディズニーXDのアニメやドラマを日曜日にお試しと称して放送していた。
毎月第一日曜日は「スカパー！無料の日」として無料で放送される。その際、番組名の頭に[無]が付く。

2003年から2014年までのロゴ

2014年から2019までのロゴ

## 番組の一覧
番組によっては、放送時間を区切るゾーン編成を取っている。なお、時間帯についての記述はいずれも日本のもの（JST）である。

### ディズニー・チャンネル ムービー
ファミリー映画を中心とした長編作品を放送する。日本では毎日24時、金曜日20時の他、土日には13時にもこのゾーンが設けられている。ディズニー映画や本国のディズニー・チャンネルで制作されたテレビ映画（ディズニー・オリジナル・ムービー）の他、他社が制作している洋画なども放送されている。ディズニー・チャンネルが日本で初放送をした時は、「マジカル・ワールド・オブ・ディズニー」（The Magical World of Disney）としてスタート。2003年11月18日放送開始。最初に放送されたのは映画『モンスターズ・インク』である。
2005年8月にフジテレビ系列で放送されたディズニー・チャンネル初のスペシャルドラマ『星に願いを〜七畳間で生まれた410万の星〜』を、およそ1年遅れの2006年9月に邦画として放送した。
前述した通り2か国語放送だが、劇場公開時点で日本語の吹き替え音声が制作されていない他社の作品についても、吹き替え版を新規に制作した上で放送される。字幕スーパーを付した英語のみの放送は行われていなかったが、2012年3月11日からは字幕スーパーを付した英語のみ放送は行われていた。
2019年9月1日には「ディズニー・チャンネル・ムービー」（後の「ディズニー・チャンネル ムービー」）の名前を採用した。

### ディズニージュニア
幼児向けのアニメ作品を中心とし、番組の間に進行役のサルのキャラクター「ウー」と「アー」が工作や料理などのコーナーを交えたゾーンで、教育番組としての位置づけもある。平日は朝8時30分から昼の14時30分までの6時間、土日は同じく朝7時30分から10時までの2時間半にわたって編成されている。この他に、新番組の先行放送などを18時頃に行うこともある。ディズニー・チャンネルが日本で初放送をした時は、「プレイハウスディズニー」（Playhouse Disney）としてスタート。2003年11月19日放送開始。最初に放送されたのは『ノック!ノック!ようこそベアーハウス』である。
実写コーナーの出演者は全員日本人だが、実際の収録は主にパリのスタジオで行われている。2004年からは、東京のスタジオで収録された視聴者参加型のコーナーも加わった。
当初はこの枠内に限り、チャンネルロゴは他の時間帯と異なる原色を多用した派手なタイプが使用されていたが、2004年3月には元に戻された。
2011年7月3日には「ディズニージュニア」の名前を採用した。2024年11月1日にはリニューアル後のDisney Jr.ロゴの使用に伴い、チャンネルロゴをディズニー・チャンネルに戻された。

### ディズニー・チャンネル・オリジナル・ムービー
ディズニー・チャンネルが独自に制作した映画作品を放送する。ほとんどの作品では、当チャンネルで放送されている他のドラマ作品の主要な登場人物を演じている俳優「ディズニー・チャンネル スター」が主役を演じている。

### オリジナル番組
- ディズニー365
週替わりのミニ番宣番組。ディズニーXDでも放送。2020年3月31日の放送分をもって終了し、16年間の歴史に幕を閉じた。
- ディズニー365 プラス
『ディズニー365』の後継番組であり、ディズニーに関する情報をお届けするミニ番組。Disney+でも配信。
- ディズニー・チャンネル ゲームズ
ディズニー・チャンネル スター達が「くだらないけど面白いゲーム」（ジャンケンなど）に挑む特別番組。2006年より開始し、2007年と2008年に毎年8月から9月にかけて放送された。
- 東京ディズニーリゾート トレジャーハント
4人組ユニットLeadがトレジャーハンターとなり毎月ゲストを迎え東京ディズニーリゾートに眠る宝を探していく番組。2010年7月31日の放送分をもって終了し、2年間の歴史に幕を閉じた。
- 東京ディズニーリゾート My マップ!
マップマスター矢口真里とアシスタントのオードリー春日俊彰の二人がゲストと一緒にマップを完成させる。2013年4月30日の放送分をもって終了し、3年間の歴史に幕を閉じた。
- ディズニーリゾート ゴクトク10
大沢あかねと堀井新太の二人がゲストと一緒にディズニーリゾートで極上でお得に過ごす為の10のポイント（ゴクトクポイント）を紹介する。2014年5月31日の放送分をもって終了し、1年間の歴史に幕を閉じた。
- 世界のディズニーリゾートへGO!
世界中のディズニーパークを案内する情報番組。2014年6月に放送を開始し、MCはガレッジセールのゴリ。その後2016年5月に番組がリニューアルされ、佐野岳とトミタ栞が新たにMCとなった。2016年12月25日の放送分をもって終了し、2年間の歴史に幕を閉じた。
- DVDダッシュ!
ディズニー作品の最新DVD情報を送る番組。2008年3月31日の放送分をもって終了し、1年間の歴史に幕を閉じた。
- アートアタック
- サイエンス マジック
いずれも、トゥーン・ディズニーのディズニーXDへの改称時（2009年8月1日）に同チャンネルへ。

### その他の主な番組
上記のゾーン以外ではディズニーおよびその関連会社が制作した短編アニメやシリーズアニメ、海外ドラマなどが放送されている。

## ナレーター
- 磯部弘（番宣CM メイン）
- 新井里美（同上、主に女性向けまたはディズニージュニア向け・『ディズニー・チャンネル ムービー・ウィークエンド』）
- 松本考平（同上、主に男性向けまたはディズニーXD向け・『ディズニー・チャンネル ムービー・ウィークエンド』）
- 田中秀幸（『ディズニー・チャンネル ムービー』・『ディズニー・チャンネル ムービー・ウィークエンド』）

## 世界のディズニー・チャンネル
ディズニーはアメリカや台湾（中華民国）など海外の一部におけるスタジオジブリ作品の放映権を獲得しており、これらの地域のディズニー・チャンネルではジブリ作品が長編作品の枠で放送されている（ただし日本と違い、台湾などでは衛視電影台などの他のチャンネルでも放送している）。
アメリカでは、1998年にアニメを専門に放送する兄弟チャンネル「Toon Disney」（トゥーン・ディズニー）を開局した。このチャンネルでは過去に制作されたアニメの放送だけでなく、ディズニー傘下にあるABCで放送されるアニメ・特撮番組の時差放送も行っている。
フィリピン、インドネシア、シンガポールなどの東南アジアや韓国、香港では「ディズニー・チャンネル アジア」として放送が行われていた。初めて放送された日本のアニメは、2000年の『ぶぶチャチャ』である。
ケーブルテレビの普及している台湾では、ディズニー・チャンネル アジアでも放送されている作品を交えた上で、独自の編成を取っていた。放送は母国語の北京語で行われ、『プレイハウス ディズニー』の時間帯は平日3時間のみと少ない。シリーズ作品はディズニー以外が制作しているものが多く、日本のアニメも数多く放送されているが、その中には『あずきちゃん』や『星のカービィ』など、ユニークな番組が目を引く。さらに『マジカル・ワールド・オブ・ディズニー』に相当する長編作品枠『Disney奇妙世界』では、スタジオジブリ作品だけでなく『世界名作劇場』の各作品や『ちびまる子ちゃん』なども放送された。また、韓国では『ポケットモンスターシリーズ』も放送されていた。

2017年のリブランディング後のロゴ

2019年11月12日から世界各国にてサービスを開始している定額制動画配信サービスのDisney+に移行させるために一部の国と地域では本チャンネルの放送を順次終了させており、2020年1月にウクライナで、同年4月にイタリアとオーストラリアで、同年6月にシンガポールで、同年10月にイギリスとアイルランドで、同年12月にマレーシアとアジアで、2021年4月に南アメリカで、同年10月に東南アジアと香港と韓国で、2022年1月に台湾で、同年3月にトルコで放送を終了している。また、2022年12月には同年2月に発生したロシアによるウクライナ侵攻を理由として、ロシアでも放送終了した。
ディズニー・チャンネルのブランドロゴは2010年と2017年にもリブランディングが行われたが、日本のディズニー・チャンネルでは行われなかった。

2022年のEMEAでのリブランディング後のロゴ

2020年、ラテンアメリカで放送されているディズニー・チャンネルでブランドロゴのリブランディングが行われた。
2022年、EMEAで放送されているディズニー・チャンネルでブランドロゴのリブランディングが行われた。

### 現在ディズニー・チャンネルが放送されている地域・国
| 地域・国 | 放送開始日 | 言語                                   | 公式サイト          | 公式YouTube                    |
| --- | --- | -------------------------------------- | ------------------- | ------------------------------ |
| 日本 | 2003年11月18日 | 日本語、英語                           | disney.co.jp/tv/dc  | ディズニー公式                 |
| アメリカ | 1983年4月18日 | 英語、スペイン語                       | disneynow.com       | Disney Channel                 |
| フランス（ベルギー、ルクセンブルク、スイス、アンドラ、ハイチを含む）                                                 | 1997年3月22日 | フランス語、英語                       | tv.disney.fr        | Disney Channel FR              |
| EMEA（中東、北アフリカ、サブサハラアフリカ、ギリシャ、キプロス、スカンディナヴィア、バルト三国、バルカン半島を含む） | - 1997年4月2日（英語） - 1998年4月1日（アラビア語） - 2006年9月25日（アフリカ） - 2009年11月8日（ギリシャ、キプロス） - 2023年2月28日（バルト三国） - 2023年6月5日（スカンディナヴィア） | 英語                                   | tv.disney.co.za     | Disney Channel Africa          |
| EMEA（中東、北アフリカ、サブサハラアフリカ、ギリシャ、キプロス、スカンディナヴィア、バルト三国、バルカン半島を含む） | - 1997年4月2日（英語） - 1998年4月1日（アラビア語） - 2006年9月25日（アフリカ） - 2009年11月8日（ギリシャ、キプロス） - 2023年2月28日（バルト三国） - 2023年6月5日（スカンディナヴィア） | 英語                                   | tv.en.disneyme.com  | Disney MENA                    |
| EMEA（中東、北アフリカ、サブサハラアフリカ、ギリシャ、キプロス、スカンディナヴィア、バルト三国、バルカン半島を含む） | - 1997年4月2日（英語） - 1998年4月1日（アラビア語） - 2006年9月25日（アフリカ） - 2009年11月8日（ギリシャ、キプロス） - 2023年2月28日（バルト三国） - 2023年6月5日（スカンディナヴィア） | アラビア語                             | tv.ar.disneyme.com  | Disney MENA                    |
| EMEA（中東、北アフリカ、サブサハラアフリカ、ギリシャ、キプロス、スカンディナヴィア、バルト三国、バルカン半島を含む） | - 1997年4月2日（英語） - 1998年4月1日（アラビア語） - 2006年9月25日（アフリカ） - 2009年11月8日（ギリシャ、キプロス） - 2023年2月28日（バルト三国） - 2023年6月5日（スカンディナヴィア） | ギリシャ語                             | tv.disney.gr        | Disney Greece                  |
| EMEA（中東、北アフリカ、サブサハラアフリカ、ギリシャ、キプロス、スカンディナヴィア、バルト三国、バルカン半島を含む） | - 1997年4月2日（英語） - 1998年4月1日（アラビア語） - 2006年9月25日（アフリカ） - 2009年11月8日（ギリシャ、キプロス） - 2023年2月28日（バルト三国） - 2023年6月5日（スカンディナヴィア） | スウェーデン語                         | tv.disney.se        | Disney Channel Sverige         |
| EMEA（中東、北アフリカ、サブサハラアフリカ、ギリシャ、キプロス、スカンディナヴィア、バルト三国、バルカン半島を含む） | - 1997年4月2日（英語） - 1998年4月1日（アラビア語） - 2006年9月25日（アフリカ） - 2009年11月8日（ギリシャ、キプロス） - 2023年2月28日（バルト三国） - 2023年6月5日（スカンディナヴィア） | ノルウェー語                           | tv.disney.no        | Disney Channel Norge           |
| EMEA（中東、北アフリカ、サブサハラアフリカ、ギリシャ、キプロス、スカンディナヴィア、バルト三国、バルカン半島を含む） | - 1997年4月2日（英語） - 1998年4月1日（アラビア語） - 2006年9月25日（アフリカ） - 2009年11月8日（ギリシャ、キプロス） - 2023年2月28日（バルト三国） - 2023年6月5日（スカンディナヴィア） | デンマーク語                           | tv.disney.dk        | Disney Channel Danmark         |
| ドイツ | 2014年1月17日 | ドイツ語                               | tv.disney.de        | Disney Channel Deutschland     |
| ラテンアメリカ（アルゼンチン、ブラジル、メキシコ、イスパノアメリカ、カリブ海地域を含む）                             | 2000年7月27日 | スペイン語、ポルトガル語、英語         | disneylatino.com/tv | Disney Latinoamérica           |
| ポルトガル | 2001年11月28日 | ポルトガル語                           | tv.disney.pt        | Disney Channel PT              |
| インド | 2004年12月17日 | 英語、ヒンディー語、タミル語、テルグ語 | disney.in           | Disney India                   |
| ポーランド | 2006年12月2日 | ポーランド語、英語                     | tv.disney.pl        | Disney Channel Polska          |
| イスラエル | 2009年9月9日 | ヘブライ語、英語                       | tv.disney.co.il     | Disney Channel Israel          |
| チェコ（ハンガリー、スロバキアを含む）                                                                               | 2009年9月19日 | チェコ語、ハンガリー語、英語           | tv.disney.cz        | Disney Channel Česká republika |
| ハンガリー（チェコ、スロバキアを含む）                                                                               | 2009年9月19日 | ハンガリー語、チェコ語、英語           | tv.disney.hu        | Disney Magyarorszag            |
| ブルガリア | 2009年9月19日 | ブルガリア語、英語                     | tv.disney.bg        | Disney Bulgaria                |
| ルーマニア | 2009年9月19日 | ルーマニア語、英語                     | tv.disney.ro        | Disney Romania                 |
| オランダ（ベルギーを含む）                                                                                           | 2009年10月3日 | オランダ語、英語                       | tv.disney.nl        | Disney Channel België          |
| ベルギー（ルクセンブルクを含む）                                                                                     | 2012年 | オランダ語                             | tv.nl.disney.be     | Disney Channel België          |
| ベルギー（ルクセンブルクを含む）                                                                                     | 2015年6月29日 | フランス語                             | tv.fr.disney.be     | Disney Channel Belgique        |
| カナダ | 2015年9月1日 | 英語、フランス語                       | disneychannel.ca    | Disney Channel Canada          |

### 過去にディズニー・チャンネルが放送されていた地域・国
| 地域・国 | 放送開始日     | 放送終了日     | 公式サイト         | 公式YouTube            | 備考                                                                         |
| --- | -------------- | -------------- | ------------------ | ---------------------- | ---------------------------------------------------------------------------- |
| ウクライナ | 2010年10月16日 | 2020年1月31日  |                    |                        | 一部の番組は別の放送局に移行                                                 |
| オーストラリア | 1996年6月8日   | 2020年4月30日  | disney.com.au/tv   |                        | Disney+に移行（このうち、ベトナムは唯一、Disney+サービスが開始されていない） |
| ニュージーランド | 2003年12月24日 | 2019年11月30日 | disney.com.au/tv   |                        | Disney+に移行（このうち、ベトナムは唯一、Disney+サービスが開始されていない） |
| イタリア（サンマリノ、バチカン市国を含む）                                                                                   | 1998年10月3日  | 2020年5月1日   | tv.disney.it       | DisneyChannelIT        | Disney+に移行（このうち、ベトナムは唯一、Disney+サービスが開始されていない） |
| シンガポール | 2000年2月      | 2020年6月1日   | tv.disney.sg       |                        | Disney+に移行（このうち、ベトナムは唯一、Disney+サービスが開始されていない） |
| イギリス | 1995年10月1日  | 2020年10月1日  | tv.disney.co.uk    | DisneyChannelUK        | Disney+に移行（このうち、ベトナムは唯一、Disney+サービスが開始されていない） |
| アジア（マレーシア、フィリピン、インドネシア、タイ、パラオ、ベトナム、カンボジア、パプアニューギニア、バングラデシュを含む） | 2000年1月15日  | 2021年10月1日  | disneychannel.asia | Disney Channel Asia    | Disney+に移行（このうち、ベトナムは唯一、Disney+サービスが開始されていない） |
| 香港 | 2004年4月2日   | 2021年10月1日  |                    |                        | Disney+に移行（このうち、ベトナムは唯一、Disney+サービスが開始されていない） |
| 韓国 | 2011年7月1日   | 2021年10月1日  |                    |                        | Disney+に移行（このうち、ベトナムは唯一、Disney+サービスが開始されていない） |
| 台湾 | 1995年3月29日  | 2022年1月1日   | disney.com.tw/tv   |                        | Disney+に移行（このうち、ベトナムは唯一、Disney+サービスが開始されていない） |
| トルコ | 2007年4月29日  | 2022年3月31日  |                    | Disney Channel Türkiye | Disney+に移行（このうち、ベトナムは唯一、Disney+サービスが開始されていない） |
| ロシア | 2010年8月10日  | 2022年12月14日 | kanal.disney.ru    | Канал Disney           | ロシアによるウクライナ侵攻を理由に放送終了                                   |
| スカンディナヴィア | 2003年2月28日  | 2023年6月5日   |                    |                        | EMEAに統合                                                                   |
| スペイン | 1998年4月17日  | 2025年1月7日   | tv.disney.es       | Disney Channel España  | Disney+に移行                                                                |